# Afrika-Cup 2008/Gruppe B
| Pl. | Land           | Sp. | S | U | N | Tore    | Diff. | Punkte |
| --- | -------------- | --- | - | - | - | ------- | ----- | ------ |
| 1.  | Elfenbeinküste | 3   | 3 | 0 | 0 | 008:100 | +7    | 09     |
| 2.  | Nigeria        | 3   | 1 | 1 | 1 | 002:100 | +1    | 04     |
| 3.  | Mali           | 3   | 1 | 1 | 1 | 001:300 | −2    | 04     |
| 4.  | Benin          | 3   | 0 | 0 | 3 | 001:700 | −6    | 0      |

Der Artikel gibt Auskunft über die Spiele der Gruppe B beim Afrika-Cup 2008 in Ghana.

## Nigeria – Elfenbeinküste 0:1 (0:0)
| Nigeria                                                                     | Nigeria | Elfenbeinküste | Elfenbeinküste |
| --------------------------------------------------------------------------- | --- | --- | -------------- |
| Nigeria                                                                     | \| 1. Spieltag \| \| 21. Januar 2008 um 18:00 Uhr in Sekondi-Takoradi (Sekondi-Takoradi Stadium) \| \| Ergebnis: 0:1 (0:0) \| \| Zuschauer: 20.000 \| \| Schiedsrichter: Mohamed Benouza ( Algerien) \|                                                                                   | \| 1. Spieltag \| \| 21. Januar 2008 um 18:00 Uhr in Sekondi-Takoradi (Sekondi-Takoradi Stadium) \| \| Ergebnis: 0:1 (0:0) \| \| Zuschauer: 20.000 \| \| Schiedsrichter: Mohamed Benouza ( Algerien) \|                                             | Elfenbeinküste |
| Nigeria                                                                     | Austin Ejide – Joseph Yobo, Seyi Olofinjana, Onyekachi Apam, Taye Taiwo – John Obi Mikel, Danny Shittu, John Utaka (74. Peter Odemwingie), Yakubu Aiyegbeni – Obafemi Martins (79. Stephen Ayodele Makinwa), Nwankwo Kanu (57. Onyekachi Okonkwo) Cheftrainer: Berti Vogts ( Deutschland) | Barry Boubacar – Emmanuel Eboué, Kolo Touré, Abdoulaye Meïté, Arthur Boka – Yaya Touré, Steve Gohouri (46. Abdul Kader Keïta), Didier Zokora, Aruna Dindane – Salomon Kalou, Didier Drogba (85. Bakari Koné) Cheftrainer: Gérard Gili ( Frankreich) | Elfenbeinküste |
| Nigeria                                                                     | 0:1 Salomon Kalou (66.) | | Elfenbeinküste |
| Nigeria                                                                     | Seyi Olofinjana (19.), Obafemi Martins (33.) | Steve Gohouri (23.), Arthur Boka (83.) | Elfenbeinküste |
| 1. Spieltag                                                                 | | |                |
| 21. Januar 2008 um 18:00 Uhr in Sekondi-Takoradi (Sekondi-Takoradi Stadium) | | |                |
| Ergebnis: 0:1 (0:0)                                                         | | |                |
| Zuschauer: 20.000                                                           | | |                |
| Schiedsrichter: Mohamed Benouza ( Algerien)                                 | | |                |

## Mali – Benin 1:0 (0:0)
| Mali                                                                        | Mali | Benin | Benin |
| --------------------------------------------------------------------------- | --- | --- | ----- |
| Mali                                                                        | \| 1. Spieltag \| \| 21. Januar 2008 um 20:30 Uhr in Sekondi-Takoradi (Sekondi-Takoradi Stadium) \| \| Ergebnis: 1:0 (0:0) \| \| Zuschauer: 20.000 \| \| Schiedsrichter: Jerome Damon ( Südafrika) \|                                                                                                   | \| 1. Spieltag \| \| 21. Januar 2008 um 20:30 Uhr in Sekondi-Takoradi (Sekondi-Takoradi Stadium) \| \| Ergebnis: 1:0 (0:0) \| \| Zuschauer: 20.000 \| \| Schiedsrichter: Jerome Damon ( Südafrika) \|                                                                                                | Benin |
| Mali                                                                        | Mahamadou Sidibé – Amadou Sidibé, Cédric Kanté, Adama Coulibaly, Souleymane Diamoutene – Mahamadou Diarra, Seydou Keita, Bassala Touré (72. Drissa Diakité), Dramane Traoré (55. Mamady Sidibe, 89. Sammy Traoré), Souleymane Dembele – Frédéric Kanouté Cheftrainer: Jean-François Jodar ( Frankreich) | Rachad Chitou – Khaled Adénon, Alain Gaspoz, Damien Chrysostome, Anicet Adjamossi – Romuald Boco, Oumar Tchomogo (70. Abou Maiga), Jocelyn Ahouéya (82. Wassiou Oladipupo), Jonas Okétola (53. Stéphane Sessegnon) – Séïdath Tchomogo, Razak Omotoyossi Cheftrainer: Reinhard Fabisch ( Deutschland) | Benin |
| Mali                                                                        | 1:0 Frédéric Kanouté (49., Foulelfmeter) | | Benin |
| Mali                                                                        | Mahamadou Diarra (22.), Bassala Touré (43.), Adama Coulibaly (52.) | Khaled Adenon (20.), Damien Chrysostome (37.), Alain Gaspoz (47.) | Benin |
| 1. Spieltag                                                                 | | |       |
| 21. Januar 2008 um 20:30 Uhr in Sekondi-Takoradi (Sekondi-Takoradi Stadium) | | |       |
| Ergebnis: 1:0 (0:0)                                                         | | |       |
| Zuschauer: 20.000                                                           | | |       |
| Schiedsrichter: Jerome Damon ( Südafrika)                                   | | |       |

## Elfenbeinküste – Benin 4:1 (2:0)
| Elfenbeinküste                                                              | Elfenbeinküste | Benin | Benin |
| --------------------------------------------------------------------------- | --- | --- | ----- |
| Elfenbeinküste                                                              | \| 2. Spieltag \| \| 21. Januar 2008 um 18:00 Uhr in Sekondi-Takoradi (Sekondi-Takoradi Stadium) \| \| Ergebnis: 4:1 (2:0) \| \| Zuschauer: 13.000 \| \| Schiedsrichter: Jerome Damon ( Südafrika) \|                                                                     | \| 2. Spieltag \| \| 21. Januar 2008 um 18:00 Uhr in Sekondi-Takoradi (Sekondi-Takoradi Stadium) \| \| Ergebnis: 4:1 (2:0) \| \| Zuschauer: 13.000 \| \| Schiedsrichter: Jerome Damon ( Südafrika) \|                                                                                             | Benin |
| Elfenbeinküste                                                              | Barry Boubacar – Arthur Boka, Abdoulaye Meïté, Kolo Touré (45.+4' Steve Gohouri), Emmanuel Eboué – Salomon Kalou, Didier Zokora, Yaya Touré, Abdul Kader Keïta (77. Gervinho) – Didier Drogba (68. Boubacar Sanogo), Aruna Dindane Cheftrainer: Gérard Gili ( Frankreich) | Rachad Chitou – Khaled Adénon, Romuald Boco, Anicet Adjamossi, Damien Chrysostome (68. Noël Séka) – Alain Gaspoz (51. Mouritala Ogunbiyi), Jocelyn Ahouéya, Stéphane Sessegnon, Séïdath Tchomogo (60. Abou Maiga) – Razak Omotoyossi, Oumar Tchomogo Cheftrainer: Reinhard Fabisch ( Deutschland) | Benin |
| Elfenbeinküste                                                              | 1:0 Didier Drogba (40.) 2:0 Yaya Touré (44.) 3:0 Abdul Kader Keïta (53.) 4:0 Aruna Dindane (63.) | 4:1 Razak Omotoyossi (90.+1') | Benin |
| Elfenbeinküste                                                              | Salomon Kalou (33.), Abdoulaye Meïté (36.) | Damien Chrysostome (10.), Stéphane Sessegnon (52.) | Benin |
| 2. Spieltag                                                                 | | |       |
| 21. Januar 2008 um 18:00 Uhr in Sekondi-Takoradi (Sekondi-Takoradi Stadium) | | |       |
| Ergebnis: 4:1 (2:0)                                                         | | |       |
| Zuschauer: 13.000                                                           | | |       |
| Schiedsrichter: Jerome Damon ( Südafrika)                                   | | |       |

## Nigeria – Mali 0:0
| Nigeria                                                                     | Nigeria | Mali | Mali |
| --------------------------------------------------------------------------- | --- | --- | ---- |
| Nigeria                                                                     | \| 2. Spieltag \| \| 21. Januar 2008 um 20:30 Uhr in Sekondi-Takoradi (Sekondi-Takoradi Stadium) \| \| Ergebnis: 0:0 \| \| Zuschauer: 16.000 \| \| Schiedsrichter: Abderrahim El Arjoun ( Marokko) \|                                                                                   | \| 2. Spieltag \| \| 21. Januar 2008 um 20:30 Uhr in Sekondi-Takoradi (Sekondi-Takoradi Stadium) \| \| Ergebnis: 0:0 \| \| Zuschauer: 16.000 \| \| Schiedsrichter: Abderrahim El Arjoun ( Marokko) \| | Mali |
| Nigeria                                                                     | Austin Ejide – Taye Taiwo, Joseph Yobo, Danny Shittu, Obinna Nwaneri – John Obi Mikel, Seyi Olofinjana, Victor Obinna (85. Stephen Ayodele Makinwa) – Obafemi Martins (46. John Utaka), Peter Odemwingie (58. Ikechukwu Uche), Yakubu Aiyegbeni Cheftrainer: Berti Vogts ( Deutschland) | Mahamadou Sidibé – Souleymane Diamoutene, Cédric Kanté, Adama Coulibaly, Adama Tamboura – Amadou Sidibé (87. Souleymane Dembele), Seydou Keita, Mahamadou Diarra, Mohamed Sissoko (82. Soumaila Diakité) – Frédéric Kanouté, Dramane Traoré (74. Mamadou Diallo) Cheftrainer: Jean-François Jodar ( Frankreich) | Mali |
| Nigeria                                                                     | Seyi Olofinjana (37.) | Mahamadou Diarra (86.) | Mali |
| 2. Spieltag                                                                 | | |      |
| 21. Januar 2008 um 20:30 Uhr in Sekondi-Takoradi (Sekondi-Takoradi Stadium) | | |      |
| Ergebnis: 0:0                                                               | | |      |
| Zuschauer: 16.000                                                           | | |      |
| Schiedsrichter: Abderrahim El Arjoun ( Marokko)                             | | |      |

## Nigeria – Benin 2:0 (0:0)
| Nigeria                                                                     | Nigeria | Benin | Benin |
| --------------------------------------------------------------------------- | --- | --- | ----- |
| Nigeria                                                                     | \| 3. Spieltag \| \| 21. Januar 2008 um 18:00 Uhr in Sekondi-Takoradi (Sekondi-Takoradi Stadium) \| \| Ergebnis: 2:0 (0:0) \| \| Zuschauer: 4.000 \| \| Schiedsrichter: Kacem Bennaceur ( Tunesien) \|                                                            | \| 3. Spieltag \| \| 21. Januar 2008 um 18:00 Uhr in Sekondi-Takoradi (Sekondi-Takoradi Stadium) \| \| Ergebnis: 2:0 (0:0) \| \| Zuschauer: 4.000 \| \| Schiedsrichter: Kacem Bennaceur ( Tunesien) \|                                                                            | Benin |
| Nigeria                                                                     | Austin Ejide – Obinna Nwaneri, Danny Shittu, Joseph Yobo, Dickson Etuhu (74. Richard Eromoigbe) – John Obi Mikel, Yakubu Aiyegbeni, Peter Odemwingie (90. Rabiu Afolabi) – Ikechukwu Uche, John Utaka (46. Victor Obinna) Cheftrainer: Berti Vogts ( Deutschland) | Yoann Djidonou – Khaled Adénon, Anicet Adjamossi (46. Mouritala Ogunbiyi), Romuald Boco, Damien Chrysostome, Séïdath Tchomogo – Alain Gaspoz, Jocelyn Ahouéya, Jonas Okétola, Stéphane Sessegnon (84. Abou Maiga) – Razak Omotoyossi Cheftrainer: Reinhard Fabisch ( Deutschland) | Benin |
| Nigeria                                                                     | 1:0 John Obi Mikel (52.) 2:0 Yakubu Aiyegbeni (86.) | | Benin |
| Nigeria                                                                     | Osaze Odemwingie (64.) | Jonas Okétola (51.) | Benin |
| 3. Spieltag                                                                 | | |       |
| 21. Januar 2008 um 18:00 Uhr in Sekondi-Takoradi (Sekondi-Takoradi Stadium) | | |       |
| Ergebnis: 2:0 (0:0)                                                         | | |       |
| Zuschauer: 4.000                                                            | | |       |
| Schiedsrichter: Kacem Bennaceur ( Tunesien)                                 | | |       |

## Elfenbeinküste – Mali 3:0 (1:0)
| Elfenbeinküste                                             | Elfenbeinküste | Mali | Mali |
| ---------------------------------------------------------- | --- | --- | ---- |
| Elfenbeinküste                                             | \| 3. Spieltag \| \| 21. Januar 2008 um 18:00 Uhr in Accra (Ohene Djan Stadium) \| \| Ergebnis: 3:0 (1:0) \| \| Zuschauer: 20.000 \| \| Schiedsrichter: Eddy Maillet ( Seychellen) \|                                                    | \| 3. Spieltag \| \| 21. Januar 2008 um 18:00 Uhr in Accra (Ohene Djan Stadium) \| \| Ergebnis: 3:0 (1:0) \| \| Zuschauer: 20.000 \| \| Schiedsrichter: Eddy Maillet ( Seychellen) \| | Mali |
| Elfenbeinküste                                             | Barry Boubacar – Siaka Tiéné, Didier Zokora, Marco Zoro, Emmanuel Eboué – Abdul Kader Keïta (59. Bakari Koné), Yaya Touré, Emerse Faé, Romaric – Didier Drogba (75. Boubacar Sanogo), Arouna Koné Cheftrainer: Gérard Gili ( Frankreich) | Mahamadou Sidibé – Drissa Diakité, Sammy Traoré, Cédric Kanté, Adama Tamboura, Adama Coulibaly (46. Mamadou Diallo) – Seydou Keita, Djibril Sidibé, Basala Touré (60. Mahamadou Dissa) – Dramane Traoré, Frédéric Kanouté (46. Mohamed Sissoko) Cheftrainer: Jean-François Jodar ( Frankreich) | Mali |
| Elfenbeinküste                                             | 1:0 Didier Drogba (9.) 2:0 Marco Zoro (54.) 3:0 Boubacar Sanogo (85.) | | Mali |
| Elfenbeinküste                                             | Adama Tamboura (37.) | | Mali |
| 3. Spieltag                                                | | |      |
| 21. Januar 2008 um 18:00 Uhr in Accra (Ohene Djan Stadium) | | |      |
| Ergebnis: 3:0 (1:0)                                        | | |      |
| Zuschauer: 20.000                                          | | |      |
| Schiedsrichter: Eddy Maillet ( Seychellen)                 | | |      |